# Единочество. Часть II. Живой
«Единочество II. Живой» — пятнадцатый студийный альбом российской рок-группы «ДДТ», выпущенный 27 мая 2003 года. Является продолжением смысла и тематики предыдущей части Единочества.

## Об альбоме
Вторая часть увидела свет 27 мая 2003 года, в день трёхсотлетия Санкт-Петербурга и стала своего рода подарком музыкантов к юбилею города. Альбом завершил собой очередной виток в развитии «ДДТ» — после него группа вернулась к песенной форме.
Кроме основного состава, в записи участвовали гитарист Алексей Федичев, с апреля 2003 года пришедший на смену Вадиму Курылёву и дебютировавший на концерте в Воронеже, Илья Луштак (гитара) и фольклорный ансамбль «Радуйся» (Татьяна Кочергина и Ольга Черникова).
Презентация планировалась 31 мая 2003 года на рок-фестивале, включённом в программу юбилейных торжеств на стадионе имени Кирова. К участию пригласили более 30 коллективов. 12 мая, за две недели до мероприятия, власти сообщили о необходимости переноса на другой день. Однако за такой короткий срок найти выход не получилось — резервный день 29 мая был занят «Международным рок-фестивалем». Группа «ДДТ», занимавшаяся организацией, оказалась должна 60—70 тысяч долларов. Несмотря на договор с «Фондом содействия празднованию 300-летия Санкт-Петербурга», три миллиона рублей так и не поступили. Юрий Шевчук на пресс-конференции «Аргументы и факты» 19 мая 2003 года упомянул неприятный разговор в городской администрации: «Батожок сказала нам так: „Вы должны всех этих ваших наркоманов и тунеядцев собрать на стадионе Кирова, и там пускай вся эта ваша сволочь матерится, веселится и так далее“. Я встал и сказал: „Большое Вам спасибо за нашу молодёжь, за отношение к ней“. Вот и всё, что было на самом деле».
В 2003 году «ДДТ» провела концертный тур с программой «Эй, Ленинград, Петербург, Петроградище...», посвящённой юбилею города, который завершился яркими выступлениями на крупнейших площадках Москвы и Санкт-Петербурга. В июне 2003 года группа приняла участие в фестивале «Окна открой!», в августе выступила на байк-шоу в Касимове, 22 ноября состоялся концерт в СКК, где присутствовало 19 тысяч зрителей.
Рассказывает Вадим Курылёв: «Кроме песен, которые записывались после моего ухода, почти всё осталось так, как было, ещё когда я участвовал в работе. Некоторые добавления, впрочем, появились: в основном это касается бэк-вокала. Серьезно отличается окончательный вариант сведения от предварительного в песне „Любовь, подумай обо мне“. Основное отличие в том, что в куплетах убраны партии барабанов и баса. Также из песни выкинуты некоторые инструментальные проигрыши, что, впрочем, ей явно пошло на пользу. <…> Предвосхищая вопросы об участии других гитаристов, поясню сразу: в оформлении альбома, как обычно, имеется ошибка. Песня „Забери эту ночь“ была полностью записана ещё при моём участии, за исключением женских голосов. Песни же „Ларёк“ и „В ресторане“ наоборот — записаны полностью без меня».
Шевчук: «Мы всю зиму сидели в студии, а потом три месяца сводили вторую часть альбома. Мы решили назвать вторую часть альбома не по заглавной песне, а потому что живые — тут прямой и ясный смысл. Может быть это название — намек на то, что рок-н-ролл ещё жив, по крайней мере, в нашем представлении. Я сам ощущаю разницу между двумя частями „Единочества“, на мой взгляд, вторая — более лиричная, чем первая. <…> „Живой“ оправдывает название — многое сыграно „живьем“. Мы писали одновременно бас, барабаны, гитары, даже кое-где специально оставили „рабочий“ голос. Помните наши старые альбомы? Они весёлые, жизнерадостные, и очень энергетически насыщенные, потому что записаны безо всяких наложений. Мы постарались сделать „Живой“ максимально драйвовым».
На композицию «Она» в 2002 году был снят клип, режиссёр — Олег Флянгольц. Аранжировка отличается от альбомной.

## Детали издания
Альбом издан на компакт-дисках и магнитофонных кассетах. В конце 2014 года компания Navigator Records выпустила переиздание двух частей «Единочества» в подарочной упаковке. В отличие от изданий 2002 и 2003 года, которые существовали раздельно, переиздание совмещает в себе два компакт-диска (части 1 и 2) и два буклета. Музыкальные файлы альбомов были отреставрированы звукорежиссёром Евгением Гапеевым.
Фотография Юрия Шевчука в чёрных очках, размещённая в буклете, была сделана Стасом Наминым на похоронах Никиты Зайцева в августе 2000 года.
Также в альбомном буклете есть надпись «Спасибо Джону Леннону за участие в создании этого альбома». В композиции «Облом» можно услышать вокал Леннона из песен «Mother», «God» и «Mind Games». Эти семплы вставляли Игорь Тихомиров и Вадим Курылёв.

## Список композиций
1. Облом — 5:15
2. Любовь, подумай обо мне — 4:22
3. Живой — 3:47
4. Кладбище — 4:14
5. Забери эту ночь — 6:40
6. Она — 4:27
7. Мне снились… — 3:46
8. За высокой горой — 5:40
9. Ларёк (Бородино) — 4:45
10. Пасха — 6:02
11. В ресторане — 4:04
12. Век — 5:17

## Участники записи
- Юрий Шевчук — автор, вокал, акустическая гитара (6 — начало, фрагмент черновика, записанного в деревне, а также ритм), вау-вау электрическая гитара (8)
- Константин Шумайлов — клавиши, семплеры (7, 8), программирование (7), бэк-вокал (6), хор (4, 5)
- Павел Борисов — бас-гитара, хор (4, 5, 10)
- Игорь Доценко — барабаны, перкуссия, хор (4, 5, 10)
- Вадим Курылёв — гитары, бэк-вокал (2, 6, 8), хор (4, 5), аккордеон (5 — припев), малый барабан (8)
- Михаил Чернов — саксофон (1, 4)
- Иван Васильев — труба (4)
- Никита Зайцев — скрипка и голос сумасшедшего (7) (демозапись Владимира Кузнецова, 1999)
- Алексей Федичев — гитара (11)
- Илья Луштак — гитара (9)
- Ансамбль «Радуйся» — Татьяна Кочергина и Ольга Черникова (4, 5, 9, 10, 12)
- Игорь Тихомиров — звукорежиссёр